# Leon Clarke
Leon Clarke, född 10 februari 1985 i Wolverhampton, England, är en engelsk fotbollsspelare. 

## Karriär
Leon Clarke är fostrad i Wolverhampton Wanderers ungdomsakademi och debuterade i A-laget säsongen 2003/2004 i en cupmatch. 2004/2005 gjorde han 8 mål och succé, men 2005/2006 gick det trögare och han lånades ut till Queens Park Rangers och Plymouth.
Den 15 januari 2007 skrev Clarke på för Sheffield Wednesday för att 2010 gå till Queens Park Rangers. Den 31 december 2014 flyttade Clarke från Coventry tillbaks till Wolverhampton.
Den 27 juli 2016 värvades Clarke av Sheffield United, där han skrev på ett treårskontrakt. Den 29 december 2017 förlängde Clarke sitt kontrakt i klubben fram till sommaren 2020. Den 30 januari 2019 lånades Clarke ut till Wigan Athletic på ett låneavtal över resten av säsongen 2018/2019.
Den 25 september 2020 värvades Clarke av League One-klubben Shrewsbury Town, där han skrev på ett ettårskontrakt. Den 31 augusti 2021 värvades Clarke av League Two-klubben Bristol Rovers, där han skrev på ett ettårskontrakt.